# Ipconfig
Ipconfig é um programa do sistema operacional Microsoft Windows capaz de dar informações sobre o IP da rede local. No Linux existe um comando análogo a esse denominado ifconfig.

## Exemplo
Adaptador Ethernet Conexão local:
```
       
Sufixo
 DNS específico de conexão.: dns.com
       Endereço IP............: 192.168.0.172
```

```
       Máscara de 
sub-rede
........: 255.255.255.0
       Gateway padrão...........: 192.168.0.139
```

## Tipos
- /all: Exibe todas as informações de configuração da interfaces de redes instaladas
- /release: Libera o endereço ip do adaptador especificado
- /renew: Renova o endereço ip para o adaptador especificado
- /flushdns: Limpa o cache de resolução DNS
- /registerdns: Atualiza todas as concessões DHCP e torna a registrar os nomes DNS
- /displaydns: Exibe o conteúdo de cache de resolução de DNS